# Loni Anderson
Loni Kaye Anderson (Saint Paul, 5 agosto 1945 – Los Angeles, 3 agosto 2025) è stata un'attrice statunitense.

## Biografia
Figlia di un chimico e di una modella, già durante il periodo scolastico vinse alcuni concorsi di bellezza. Dopo aver partecipato come comparsa ad alcune produzioni televisive e ad un film, fu notata dal produttore televisivo Hugh Wilson, che la volle per WKRP in Cincinnati
L'attrice fu poi protagonista in diverse serie e film televisivi tra cui Corsie in allegria, Fifty/Fifty e The Jayne Mansfield Story; recitò anche piccoli ruoli in altre serie tra cui Sabrina, vita da strega, Ragazze a Beverly Hills e So Notorious. 
A livello cinematografico i suoi ruoli maggiori sono in Il mio amico Munchie e Lo stile del dragone. Inoltre doppiò un personaggio nel film d'animazione Charlie - Anche i cani vanno in paradiso.
Loni Anderson è morta nel 2025, due giorni prima di compiere 80 anni, per broncopneumopatia cronica ostruttiva.

## Vita privata
I suoi primi tre matrimoni, conclusisi col divorzio, furono con Bruce Hasselberg (1964-1966), Ross Bickell (1973-1981) e Burt Reynolds (1988-1993), del quale l'attrice denunciò gli abusi sessuali. 
Il 17 maggio 2008 Loni Anderson sposò il musicista Bob Flick, membro del gruppo folk The Brothers Four.
Dal primo marito ebbe una figlia, Deidra Hoffman, e un figlio, Quinton (in seguito adottato da Reynolds).
Loni Anderson era di fede luterana.

## Filmografia

### Cinema
- Nevada Smith, regia di Henry Hathaway (1966)
- Squadra d'assalto antirapina (Vigilante Force), regia di George Armitage (1976)
- Stroker Ace, regia di Hal Needham (1983)
- Charlie - Anche i cani vanno in paradiso (All Dogs Go to Heaven), regia di Don Bluth (1989) - voce
- Il mio amico Munchie (Munchie), regia di Jim Wynorski (1992)
- Lo stile del dragone (3 Ninjas: High Noon at Mega Mountain), regia di Sean McNamara (1998)
- A Night at the Roxbury, regia di John Fortenberry (1998)

### Televisione
- S.W.A.T. - serie TV, 2 episodi (1975)
- L'uomo invisibile (The Invisible Man) - serie TV, 1 episodio (1975)
- Harry O - serie TV, 1 episodio (1975)
- Phyllis - serie TV, 1 episodio (1975)
- Pepper Anderson - Agente speciale (Police Woman) - serie TV, 1 episodio (1975)
- Sulle strade della California (Police Story) - serie TV, 1 episodio (1976)
- Barnaby Jones - serie TV, 2 episodi (1976)
- The McLean Stevenson Show - serie TV, 2 episodi (1976)
- The Magnificent Magical Magnet of Santa Mesa, regia di Hy Averback - film TV (1977)
- The Bob Newhart Show - serie TV, 1 episodio (1977)
- Love Boat (The Love Boat) - serie TV, 4 episodi (1978-1980)
- Vacanze alle Hawaii (Three on a Date), regia di Bill Bixby - film TV (1978)
- L'incredibile Hulk (The Incredible Hulk) - serie TV, episodio 1x05 (1978)
- Tre cuori in affitto (Three's Company) - serie TV, 1 episodio (1978)
- WKRP in Cincinnati - serie TV, 89 episodi (1978-1982)
- Siegfried and Roy, regia di Art Fisher - film TV (1980)
- La storia di Jayne Mansfield (The Jayne Mansfield Story), regia di Dick Lowry - film TV (1980)
- Fantasilandia (Fantasy Island) - serie TV, 1 episodio (1980)
- Sizzle, regia di Don Medford - film TV (1981)
- Una canzone per Nashville (Country Gold), regia di Gilbert Cates - film TV (1982)
- Vita segreta di una madre (My Mother's Secret Life), regia di Robert Markowitz - film TV (1984)
- Fifty/Fifty - serie TV, 13 episodi (1984)
- Storie incredibili (Amazing Stories) - serie TV, episodio 1x09 (1985)
- A Letter to Three Wives, regia di Larry Elikann - film TV (1985)
- Stranded, regia di Rod Daniel - film TV (1986)
- Quartieri alti (Easy Street) - serie TV, 22 episodi (1986-1987)
- Blondie & Dagwood, regia di Mike Joens - film TV (1987)
- Rivoglio mia figlia (Necessity), regia di Michael Miller - film TV (1988)
- Sussurri di morte (A Whisper Kills), regia di Christian I. Nyby II - film TV (1988)
- La mondana e lo stallone (Too Good To Be True), regia di Mike Joens - film TV (1988)
- Omicidio al telefono (Sorry, Wrong Number), regia di Tony Wharmby - film TV (1989)
- Blondie & Dagwood: Second Wedding Workout, regia di Robert Shellhorn - film TV (1989)
- B.L. Stryker - serie TV, 1 episodio (1990)
- Coins in the Fountain, regia di Tony Wharmby - film TV (1990)
- Blown Away, regia di Michael Miller - film TV (1990)
- White Hot - Il misterioso assassinio di Thelma Todd (White Hot: The Mysterious Murder of Thelma Todd), regia di Paul Wendkos - film TV (1991)
- The New WKRP in Cincinnati - serie TV, 2 episodi (1991-1992)
- Sono tuo padre (The Price She Paid), regia di Fred Walton - film TV (1992)
- Empty Nest - serie TV, 2 episodi (1993)
- Corsie in allegria (Nurses) - serie TV, 22 episodi (1993-1994)
- Gambler V: Playing for Keeps, regia di Jack Bender - film TV (1994)
- Without Warning, regia di Robert Iscove - film TV (1994)
- La legge di Burke (Burke's Law) - serie TV, 1 episodio (1995)
- Il segreto di Martha (Deadly Family Secrets), regia di Richard T. Heffron - film TV (1995)
- Melrose Place - serie TV, 3 episodi (1996)
- Sabrina, vita da strega (Sabrina, the Teenage Witch) - serie TV, 1 episodio (1997)
- Ragazze a Beverly Hills (Clueless) - serie TV, 1 episodio (1998)
- Fast Track - serie TV, 1 episodio (1998)
- Movie Stars - serie TV, 1 episodio (1999)
- V.I.P. Vallery Irons Protection - serie TV, 1 episodio (1999)
- Three Sisters - serie TV, 1 episodio (2001)
- The Mullets - serie TV, 11 episodi (2003-2004)
- So Notorious - serie TV, 8 episodi (2006)
- The Tonight Show - serie TV, 1 episodio (2010)

## Doppiatrici italiane
Nelle versioni in italiano dei suoi film, Loni Anderson è stata doppiata da:
- Elda Olivieri in Il mio amico Munchie, Omicidio al telefono
- Ada Maria Serra Zanetti in L'incredibile Hulk, Una canzone per Nashville
- Micaela Esdra in Tre cuori in affitto, Omicidio al telefono (ridoppiaggio)
- Pinella Dragani in Storie incredibili, White Hot - Il misterioso assassinio di Thelma Todd
- Serena Verdirosi in Lo stile del dragone
- Renata Biserni in Fifty/Fifty
- Marina Tagliaferri in Corsie in allegria
- Roberta Greganti in Sabrina, vita da strega
- Angiola Baggi in So Notorious

Da doppiatrice è sostituita da:
- Germana Dominici in Charlie - Anche i cani vanno in paradiso